# قرار مجلس الأمن التابع للأمم المتحدة رقم 1846
قرار مجلس الأمن التابع للأمم المتحدة رقم 1846 المتخذ بالإجماع في 2 ديسمبر 2008.

## القرار
عزز مجلس الأمن الجهود الدولية لمكافحة القرصنة قبالة سواحل الصومال، من خلال توسيع ولاية الدول والمنظمات الإقليمية العاملة مع المسؤولين الصوماليين لتحقيق هذا الهدف.
من خلال اتخاذ القرار 1846 (2008) بالإجماع، بموجب الفصل السابع من الميثاق، قرر المجلس أنه خلال الإثني عشر شهرًا القادمة يجوز للدول والمنظمات الإقليمية المتعاونة مع الحكومة الاتحادية الانتقالية الصومالية أن تدخل المياه الإقليمية للصومال وتستخدم «جميع الوسائل اللازمة» - مثل نشر السفن البحرية والطائرات العسكرية، وكذلك الاستيلاء والتخلص من القوارب والسفن والأسلحة والمعدات ذات الصلة المستخدمة في القرصنة- لمكافحة القرصنة والسطو المسلح في البحر قبالة السواحل الصومالية، وفقًا للأحكام ذات الصلة بالقانون الدولي. وطُلب أيضا من الدول والمنظمات الإقليمية المتعاونة مع السلطات الصومالية أن تزود المجلس والأمين العام بتقرير مرحلي عن أعمالها في غضون تسعة أشهر.
بالإضافة إلى النص، أعرب المجلس عن قلقه بشأن النتائج التي توصل إليها تقرير 20 نوفمبر / تشرين الثاني الصادر عن مجموعة المراقبة بشأن الصومال من أن تصاعد مدفوعات الفدية يؤجج نمو أعمال القرصنة قبالة السواحل الصومالية. ودعا الدول والمنظمة البحرية الدولية وصناعات الشحن والتأمين إلى تقديم المشورة والتوجيه المناسب للسفن بشأن كيفية تجنب الهجمات والتهرب منها والدفاع عنها ضد الهجمات، فضلاً عن تزويد الصومال والدول الساحلية المجاورة بالمساعدة التقنية ضمان الأمن الساحلي والبحري.
ويؤكد النص أن التراخيص لا تنطبق إلا فيما يتعلق بالحالة في الصومال. ويؤكد، على وجه الخصوص، أن القرار لا ينبغي اعتباره بمثابة إنشاء لقانون دولي عرفي، وعلاوة على ذلك، لم يتم تقديم التراخيص إلا بعد استلام خطاب 20 نوفمبر / تشرين الثاني الذي نقل موافقة الحكومة الاتحادية الانتقالية.
ويرحب القرار أيضا بمبادرات كندا والدانمرك وفرنسا والهند وهولندا والاتحاد الروسي وإسبانيا والمملكة المتحدة والولايات المتحدة والمنظمات الإقليمية والدولية لمكافحة القرصنة قبالة سواحل الصومال عملا بالقرار 1814 (2008)، 1816 (2008) و1838 (2008)، وكذلك قرار الاتحاد الأوروبي إطلاق عملية بحرية لمدة 12 شهرًا اعتبارًا من ديسمبر 2008 لحماية القوافل البحرية لبرنامج الأغذية العالمي (WFP) التي تنقل المساعدات الإنسانية إلى الصومال، والسفن الضعيفة الأخرى.

## روابط خارجية
- نص القرار في undocs.org